# Pectinobotys
Pectinobotys és un gènere monotípic d'arnes de la família Crambidae descrit per Eugene G. Munroe el 1959. La seva única espècie, Pectinobotys woytkowskii, descrita en el mateix article, es troba al Perú.